# Helina hypopleuralis
Helina hypopleuralis är en tvåvingeart som beskrevs av Malloch 1925. Helina hypopleuralis ingår i släktet Helina och familjen husflugor. Inga underarter finns listade i Catalogue of Life.